# Clovisbron

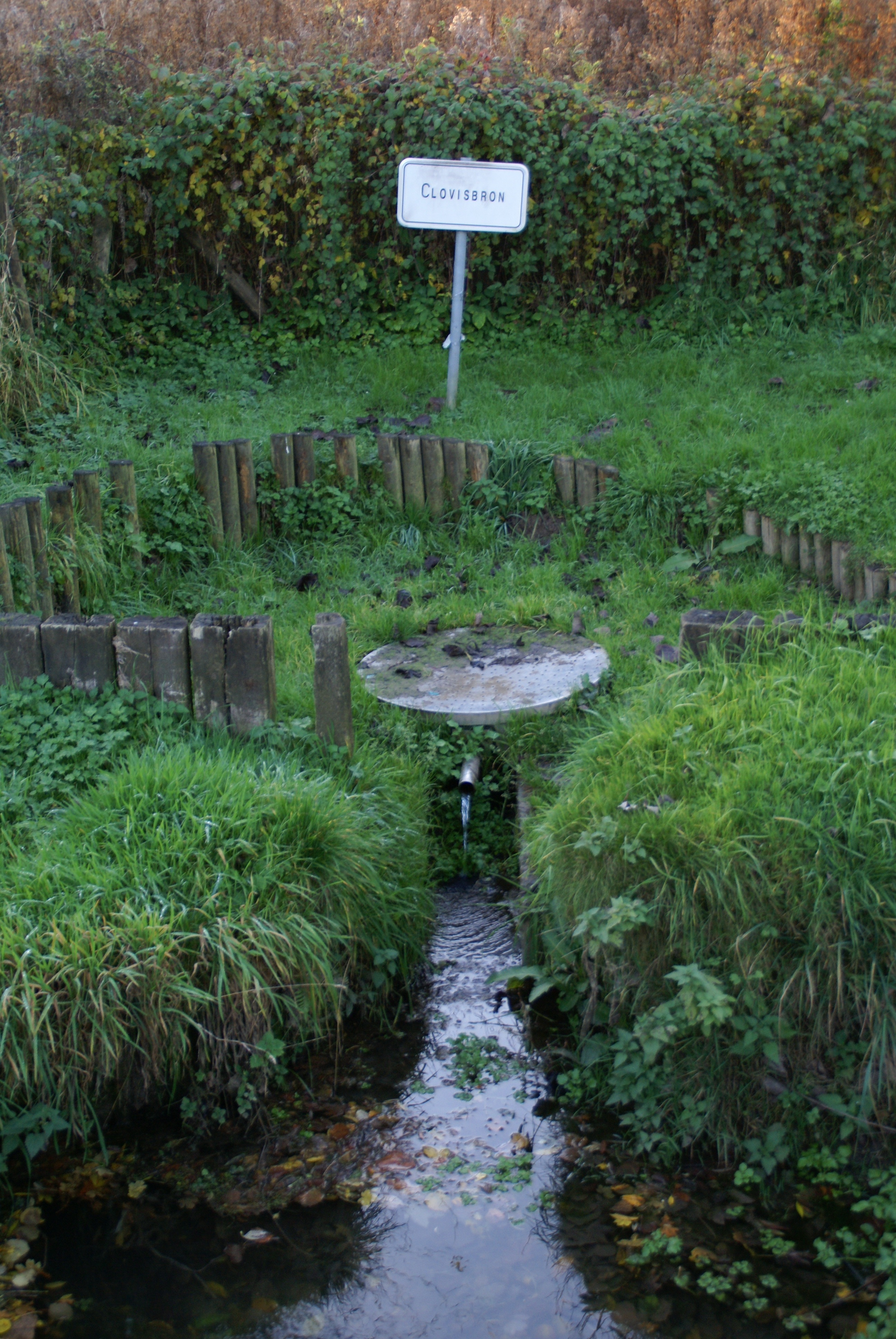

De Clovisbron is een bron in Brustem in de Belgische provincie Limburg in de gemeente Sint-Truiden. Het gebied van de bron, in het zuidwesten van het dorp, is een waterrijk gebied getuige de verschillende bronnen en de waterkerskwekerij in de buurt.
Vroeger was de plaats van de bron een geliefde speelplek van de jeugd, waar ook drinkwater werd gehaald voordat er een waterleiding in het dorp werd aangelegd. De naam van de bron voert terug op een legende waarin koning Clovis hier gekomen zou zijn om zijn paard te drenken.